# Arna de la cera
L'arna de la cera o poll de les arnes (Galleria mellonella) és una espècie de lepidòpter ditrisi de la família dels piràlids (Pyralidae). És l'únic membre dins el gènere Galleria. Es troba en molts continents, incloent Europa i l'adjacent Euràsia d'on seria originària. S'ha introduït a Amèrica del Nord i Austràlia. En la recerca es fa servir d'organisme model. Són una plaga en l'apicultura.
El seu parent proper, l'arna petita de la cera (Achroia grisella), és també un membre de la tribu Galleriini de la subfamília Galleriinae. L'arna major de la cera es l'espècie tipus d'aquesta tribu i subfamília.

## Descripció
Els adults tenen una envergadura alar de 30–41 mm. Vola de maig a octubre als llocs de clima temperat com el Regne Unit, Bèlgica i els Països Baixos.

La G. mellonella és capaç de sentir freqüències ultrasòniques vora els 300 kHz, possiblement la sensibilitat a la freqüència més alta de qualsevol animal. 

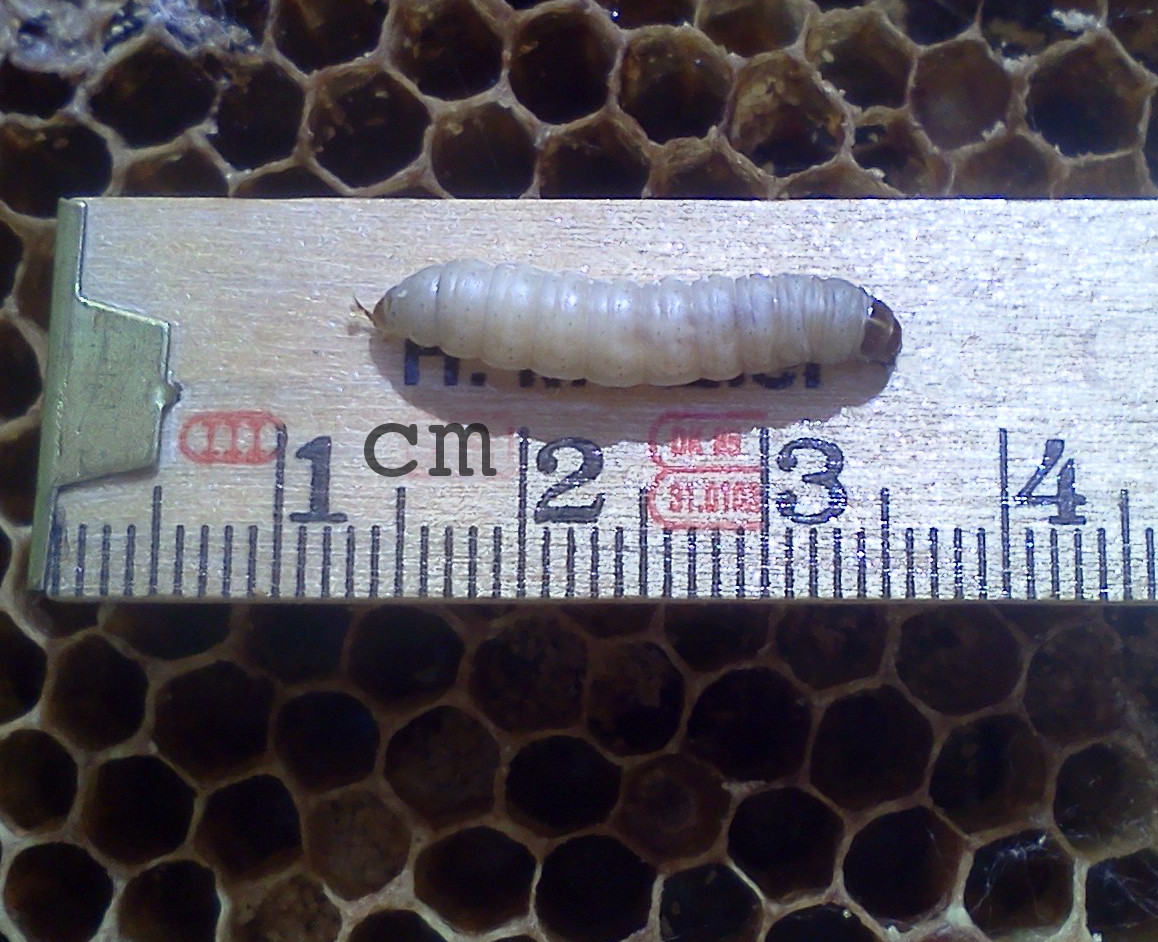
Larva
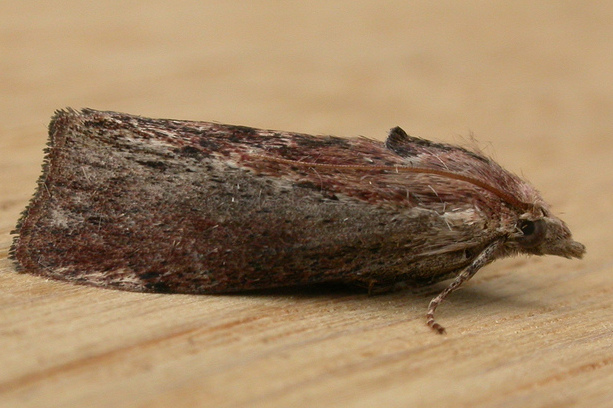
Adult
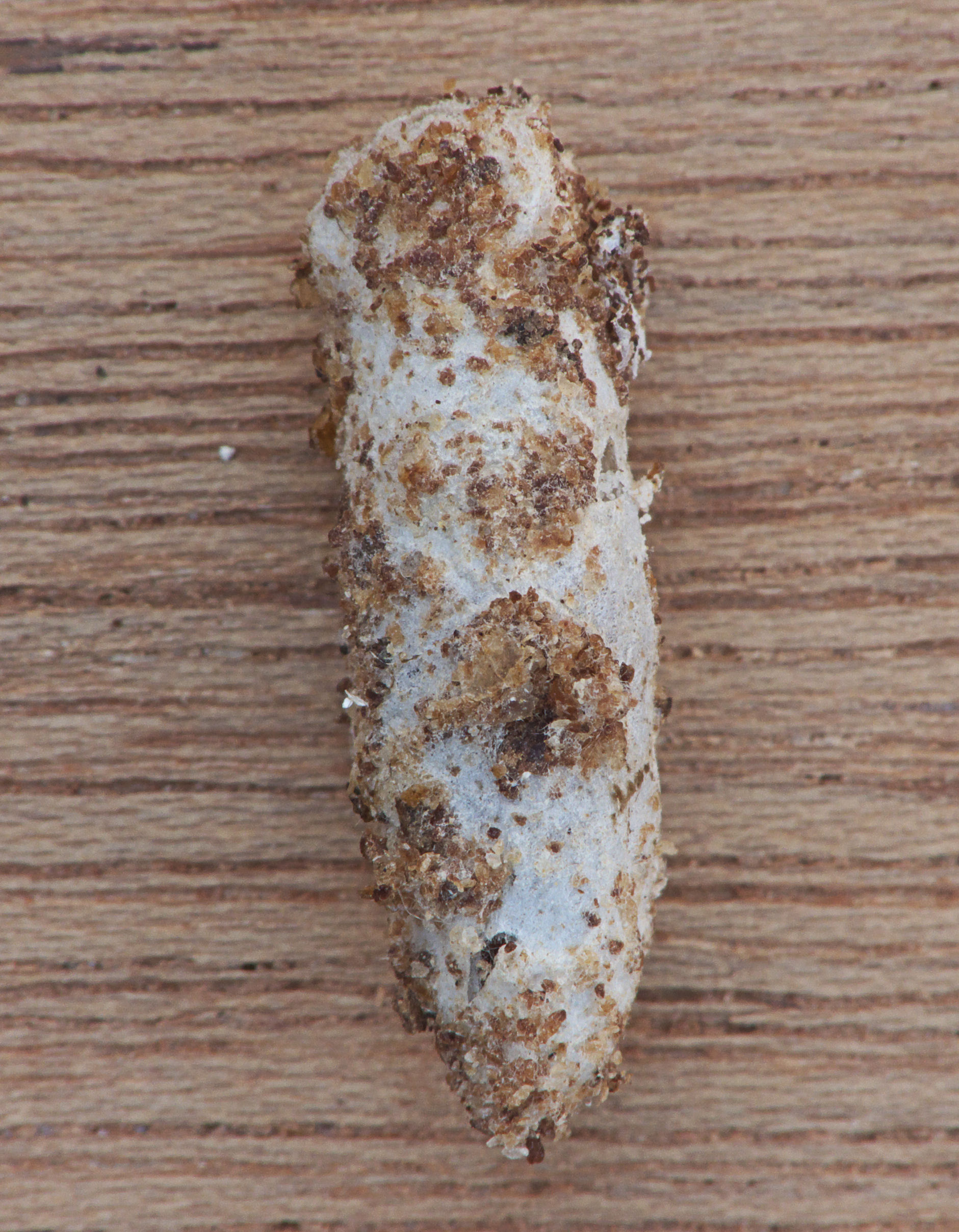
Pupa
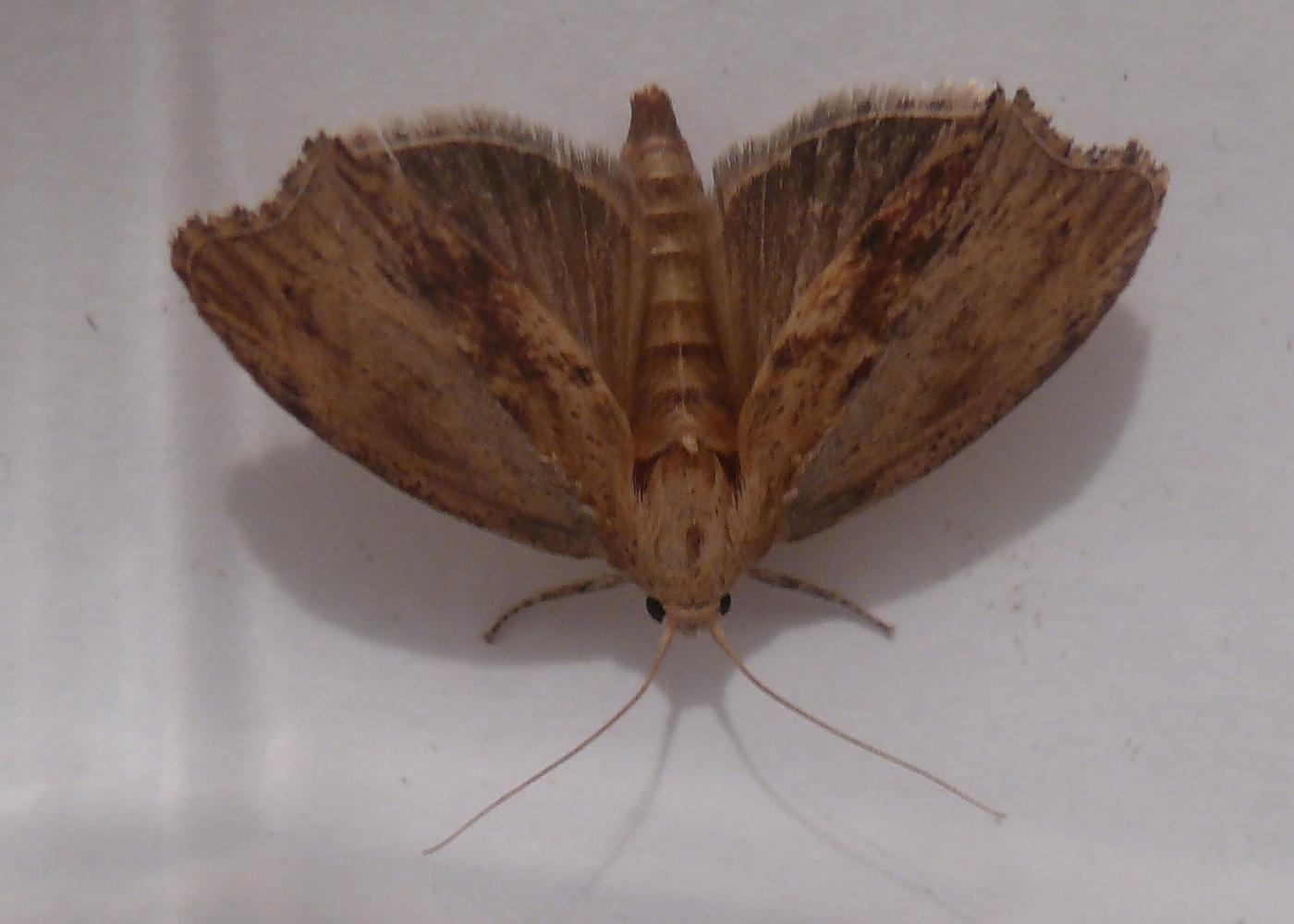
Muntatge adult
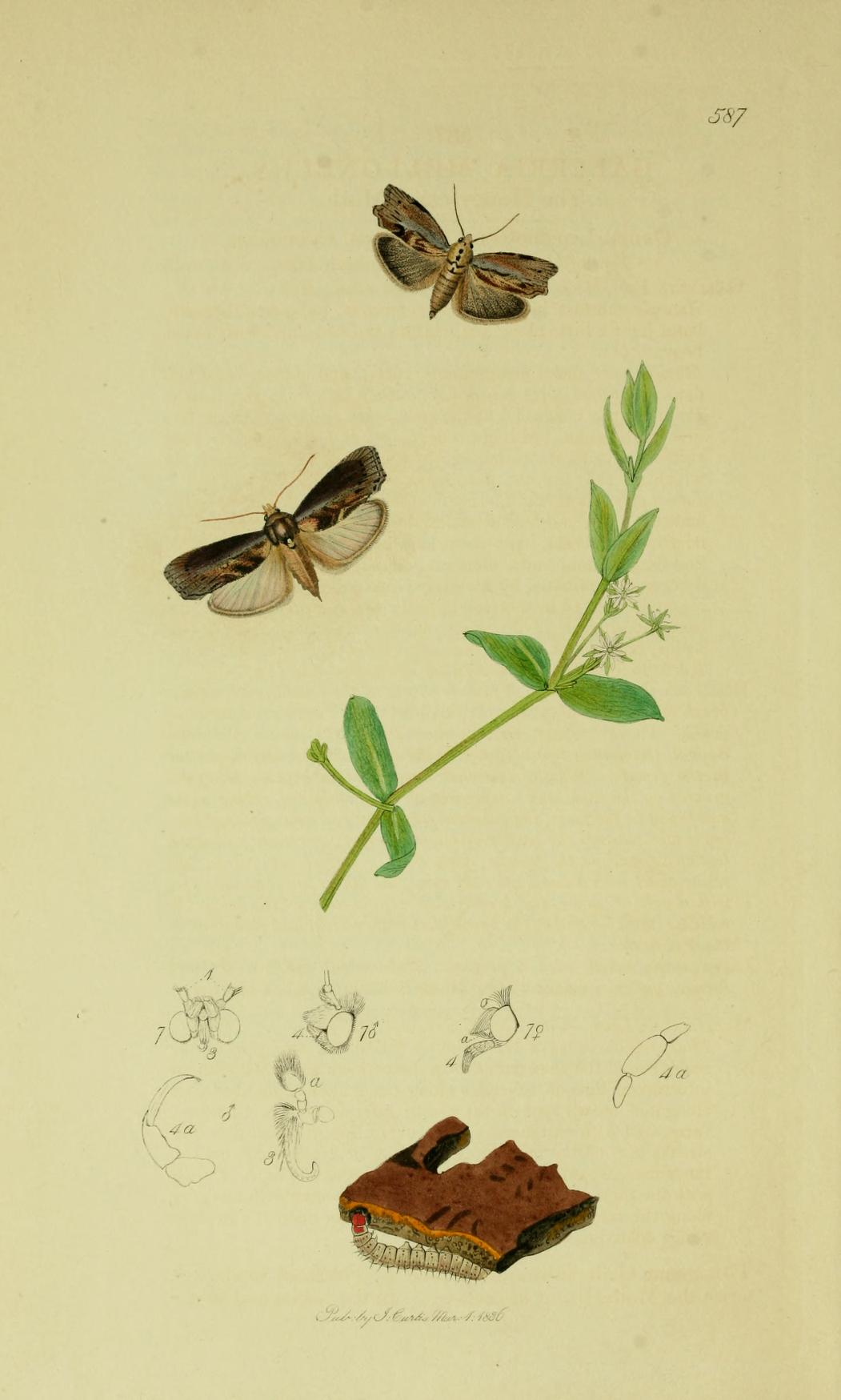
Il·lustració estret de la British Entomology de John Curtis volum 6

## Ecologia
És una plaga agrícola per a l'apicultura. L'eruga destrossa els ruscs d'abelles en menjar-ne la cera. Si la colònia d'abelles és poc nombrosa, pot arruïnar-la completament. No tan sovint se'l troba en nius de borinots i vespes o alimentant-se de figues seques.

## En la recerca

### Organisme model
En la recerca es fa servir d'organisme model. Les larves són excel·lents per les proves in vivo de toxines i d'agents patògens, poden substituir l'experimentació en mamífers. També permet estudiar la immunitat cel·lular i la immunitat humoral del sistema immunitari dels insectes. En l'investigació animal substituieix els petits mamífers en molts experiments. Les larves són també models molt adequats per a l'estudi del sistema immune innat. En genètica, poden ser utilitzades per estudiar l'esterilitat heretada en insectes. Els insectes només tenen immunitat innata. Només els vertebrats tenen immunitat cel·lular i humoral, que formen part de la immunitat adquirida.
Els experiments amb erugues d'arna de la cera infectats, recolzen la hipòtesi que l'estilbenoide bacterià 3,5-dihidroxi-4-isopropil-trans-estilbè té propietats antibiòtiques que ajuden a minimitzar la competència d'altres microorganismes. Evita la putrefacció del cadàver d'insecte infectades pel nematode entomòfag Heterorhabditis, un hoste en si mateix del bacteri Photorhabdus.

### Biodegradació de polietilè
L'eruga de G. mellonella ha esdevingut d'interès per la capacitat dels seus bacteris intestinals per degradar el polietilè (PE), un dels plàstics més resitents. El 2022 es van identificar dos enzims a la saliva dels cucs que descomponen el polietilè (PE) a etilenglicol en poques hores i a temperatura ambient. Podria formar una base per crear un mètode de biodegradació de residus, més eficaç i econòmic que la descomposició química i menys contaminant que l'incineració.

## Sinònims
S'ha descrit moltes vegades sota sinònims no vàlids:
- Galleria austrina Felder & Rogenhofer, 1875
- Galleria cerea Haworth, 1811
- Galleria cerealis Hübner, 1825
- Galleria crombrugheela Dufrane, 1930
- Galleria crombrugheella (lapsus)
- Galleria mellomella (lapsus)
- Phalaena mellonella Linnaeus, 1758
- Phalaena cereana Blom, 1764
- Tinea cerella Fabricius, 1775
- Vindana obliquella Walker, 1866

Sinònims junior i, per tant, invàlids del gènere Galleria són:
- Adeona Rafinesque, 1815 (nomen nudum)
- Cerioclepta Sodoffsky, 1837
- Vindana Walker, 1866